# Ban Prasat
Ban Prasat (Thai: บ้านปราสาท) ist ein archäologischer Fundplatz in Thailand.

## Lage und Grabungsgeschichte
Ban Prasat liegt in der Amphoe (Landkreis) Non Sung, Provinz Nakhon Ratchasima, etwa 35 km nördlich der Stadt Nakhon Ratchasima. 

## Funde
Man fand bei Ban Prasat neben dünnwandigen Tongefäßen der schwarzen Phimai-Phase auch Gegenstände aus Bronze, einschließlich eines bemerkenswerten Kopfschmucks. Die Funde weisen auf eine Zeit zwischen 1000 und 500 v. Chr. hin und zeigen, dass man Reis anbaute und Haustiere hielt.

## Museum
In Ban Prasat gibt es auch ein kleines archäologisches Museum, in dem zahlreiche Funde aus den Grabungen ausgestellt sind.